# Đặng Cao Thăng
Đặng Cao Thăng (1929-2005), nguyên là một tướng lĩnh Hải Quân của Quân lực Việt Nam Cộng hòa, Hải hàm Phó Đề đốc, cấp bậc Chuẩn tướng. Ông nguyên là một khóa sinh xuất thân từ 3 trường đào tạo sĩ quan. Ban đầu nhập học vào khóa duy nhất tại trường Sĩ quan Trừ bị do Quân đội Pháp hỗ trợ Chính phủ Quốc gia mở ra ở Bắc phần, kế tiếp chuyển vào trường Sĩ quan Trừ bị ở Nam phần. Tốt nghiệp phục vụ ngành Công binh. Sau chuyển sang Hải quân, ông được thụ huấn căn bản Quân chủng tại trường Sĩ quan Hải quân Pháp. Ông phục vụ ở Quân chủng này đến cuối tháng 4 năm 1975.

## Tiểu sử & Binh nghiệp
Ông sinh ngày 5 tháng 5 năm 1929 trong một gia đình Nho học tại Hành Thiện, Nam Định, miền bắc Việt Nam. Thời niên thiếu, ông học Tiểu học và Trung học chương trình Pháp tại Nam Định, tốt nghiệp với văn bằng Tú tài toàn phần (Part II). Năm 1948 ông lên học tại trường Đại học Khoa học Hà Nội. Năm 1951 ông tốt nghiệp khoa Toán học Đại cương và Cao học Quản trị Kinh doanh với văn bằng Cử nhân.

### Quân đội Quốc gia Việt Nam
Cuối tháng 9 năm 1951, thi hành lệnh động viên ông nhập ngũ vào Quân đội Quốc gia, mang số quân: 49/700.004. Theo học khóa 1 Lê Lợi (khóa đầu tiên và duy nhất) tại trường Sĩ quan Trừ bị Nam Định, khai giảng ngày 1 tháng 10 năm 1951. Sau 2 tuần thụ huấn, cùng trong 18 khóa sinh được chuyển vào trường Sĩ quan Trừ bị Thủ Đức để tiếp tục học các ngành chuyên môn như: Công binh, Pháo binh và Truyền tin. Ngày 1 tháng 6 năm 1952 mãn khóa tốt nghiệp với cấp bậc Chuẩn úy Công binh. Ra trường, ông được điều động đi phục vụ ở Tiểu đoàn 1 Công binh, đồn trú tại Nam Định.
Tháng 8 năm 1952, ông thi trúng tuyển vào Quân chủng Hải quân. Tháng 9 cùng năm, sang Paris du học khóa 1 trường Võ bị Hải quân Brest Pháp (École Naval de Brest France). Đến tháng 6 năm 1954 mãn khóa tốt nghiệp với cấp bậc Hải quân Thiếu úy thuộc ngành chỉ huy. Ra trường, phục vụ trên Tuần dương hạm Jeanne D'Arc hải hành vòng quanh thế giới trong vòng 8 tháng.

### Quân đội Việt Nam Cộng hòa
Tháng 4 năm 1955, hồi hương phục vụ trên Trục lôi hạm Bạch Đằng (HQ-113) do Pháp chuyển giao cho Hải quân Việt Nam Cộng hòa. Cùng năm, sau khi Quân đội Quốc gia Việt nam được cải danh thành Quân đội Việt Nam Cộng hòa, ông được thăng cấp Hải quân Trung úy và được cử làm Hạm trưởng Trục lôi hạm Chương Dương HQ-112 do Pháp chuyển giao. Sau đó, chuyển sang làm Hạm trưởng Giang pháo hạm Long Đao HQ-327.
Tháng 7 năm 1957, ông được thăng cấp Hải quân Đại úy và được chỉ định làm Giám đốc Quân huấn tại Trung tâm Huấn luyện Hải quân Nha Trang. Tháng 12 cùng năm, ông kiêm chức Trưởng ban tuyển chọn khóa sinh khóa 8 Hải quân ở Sài Gòn và Huế.
Cuối tháng 3 năm 1958, ông được thăng cấp Hải quân Thiếu tá và được bổ nhiệm làm Chỉ huy trưởng Trung tâm Huấn luyện Hải quân Nha Trang thay thế Hải quân Thiếu tá Chung Tấn Cang (nguyên là Chỉ huy trưởng người Việt đầu tiên).
Thượng tuần tháng 2 năm 1960, ông được lệnh bàn giao chức vụ Chỉ huy trưởng Trung tâm Huấn luyện lại cho Hải quân Thiếu tá Vương Hữu Thiều. Ngay sau đó, ông được chỉ định vào chức vụ Chỉ huy phó Hải trấn do Hải quân Thiếu tá Lâm Ngươn Tánh làm Chỉ huy trưởng.
Cuối năm 1961, ông là sĩ quan cao cấp thứ ba của Hải quân Việt Nam Cộng hòa được cử đi du học lớp Chỉ huy Tham mưu tại trường Hải chiến Hoa Kỳ (The US Naval War College) tại Newport, Tiểu bang Rhode Island. Tháng 7 năm 1962, mãn khóa về nước ông được cử làm Tham mưu trưởng trong Bộ tư lệnh Hải quân do Hải quân Đại tá Hồ Tấn Quyền làm Tư lệnh.
Cuối năm 1963, sau cuộc đảo chính Tổng thống Ngô Đình Diệm, ông được cử làm Giám đốc Hải quân Công xưởng thay thế Hải quân Thiếu tá Lâm Ngươn Tánh. Tháng 4 năm 1965, ông nhận lệnh bàn giao chức vụ Giám đốc Hải quân Công xưởng lại cho Hải quân Thiếu tá Vương Hữu Thiều. Ngay sau đó ông được chỉ định làm Tư lệnh phó Quân chủng Hải quân do Hải quân Đại tá Trần Văn Phấn làm Tư lệnh. Ngày Quốc khánh Đệ Nhị Cộng hòa 1 tháng 11 cùng năm, ông được thăng cấp Hải quân Trung tá tại nhiệm. Đầu năm 1968, ông được cử đi làm Tùy viên Quân sự cạnh Tòa Đại sứ Việt Nam Cộng hòa tại Nam Hàn.
Tháng 2 năm 1970, rời chức vụ Sĩ quan Tùy viên, về nước ông được thăng cấp Hải quân Đại tá và được bổ nhiệm làm Tư lệnh Hải quân Vùng 4 Duyên hải (Hải khu 4).
Đầu năm 1972, ông được cử làm Tư lệnh Lực lượng Đặc nhiệm Trung ương kiêm Tư lệnh Lực lượng Đặc nhiệm 213. Ngày Quốc khánh 1 tháng 11 cùng năm, ông được thăng cấp Hải hàm Phó Đề đốc, cấp bậc Chuẩn tướng tại nhiệm.
Đầu năm 1973, ông được bổ nhiệm chức vụ Tư lệnh Hải quân Vùng 4 Sông ngòi kiêm Tư lệnh Hạm đội Đặc nhiệm 21 tại Cần Thơ.

## 1975
Đêm 29 tháng 4, ông di tản ra khơi rời khỏi Việt Nam. Sau đó, đi định cư tại Huntington Beach, California, Hoa Kỳ.
Ngày 14 tháng 11 năm 2005, ông từ trần tại nơi định cư. Hưởng thọ 76 tuổi.

## Gia đình
- Thân phụ: Cụ Đặng Vũ Quát
- Thân mẫu: Cụ Đặng Thị Huệ.
- Nhạc phụ: Cụ Trần Đình Diện
- Nhạc mẫu: Cụ Võ thị Quỳnh Hương
- Phu nhân: Bà Trần Thị Duy Hiền - Ông bà có bốn người con gồm 3 trai, 1 gái.